# Hikaru Shida
Hikaru Shida  (志田 光 Shida Hikaru, nacida el 11 de junio de 1988) es una luchadora profesional y actriz japonesa quien trabaja actualmente con All Elite Wrestling (AEW), y la compañía Makai, a la vez que hace apariciones en las empresas de Oz Academy y Pro Wrestling Wave. Comenzó su carrera como luchadora profesional de lucha libre en 2008, cuando se unió a la empresa Ice Ribbon, después de participar en una película titulada Three Count, ambientada en el mundo de la lucha libre profesional.

## Primeros años
En su infancia, Shida practicó tanto el judo como el kendo, alcanzando el tercer dan en este último. Más tarde se embarcó en una carrera como actriz, sobre todo trabajando en la serie de televisión Muscle Venus, formando un grupo idol con sus compañeros del reparto Hina Kozuki, Ichiko Mayu, Miyako Matsumoto, Sachiko Koga, Tomoyo Morihisa, Tsukasa Fujimoto, Yuki Ueda y Yuri. Natsume. En 2008, Shida fue elegida para el papel principal en una película titulada Three Count, ambientada en el mundo de la lucha profesional y también protagonizada por los luchadores profesionales veteranos como Emi Sakura, Kyoko Inoue y Yoshiko Tamura.
Por el papel, Shida comenzó a entrenar con Sakura en su dojo de Ice Ribbon y, una vez finalizada la grabación, decidió buscar una nueva carrera en la lucha libre profesional, uniéndose a Ice Ribbon con miembros del elenco de Muscle Venus y Three Count, Ichiko Mayu. Miyako Matsumoto, Sachiko Koga, Tomoyo Morihisa, Tsukasa Fujimoto y Yuki Ueda, aunque solo Shida, Matsumoto y Fujimoto duraron más de seis meses, logrando nuevas carreras a partir de la lucha profesional.

## Carrera como luchadora profesional

### Ice Ribbon (2008–2014)
Shida hizo su debut para Ice Ribbon el 20 de julio de 2008, perdiendo ante Kazumi Shimouma. Como es habitual para una novata en la lucha profesional japonesa, los primeros meses de Shida en el negocio incluyeron principalmente derrotas con solo una victoria individual, sobre Miyako Matsumoto el 15 de noviembre. En marzo de 2009, Shida finalmente comenzó a ganar victorias más regularmente, formando una sociedad y luego un feudo con Makoto. El 13 de septiembre de 2009, Shida se aventuró en el mundo de las artes marciales mixtas, cuando participó en un combate de lucha en el evento 5th Ring de la promoción Jewels. Shida perdió el combate, luego de someterse al bloqueo de Ayaka Hamasaki en 38 segundos. Durante el verano de 2010, Shida hizo varias apariciones en la empresa NEO Japan Ladies Pro Wrestling. Aunque fue catalogada desde el principio como el "As del futuro de Joshi Puroresu", Shida fue la última del trío de Three Count en alcanzar un campeonato en Ice Ribbon. El 20 de octubre de 2010, Shida y Tsukasa Fujimoto recibieron su primera oportunidad en el Campeonato Internacional en Parejas de Ribbon, pero fueron derrotados por Emi Sakura y Nanae Takahashi. En una revancha entre los dos equipos el 23 de diciembre, Shida y Fujimoto fueron victoriosos y se convirtieron en los nuevos Campeones de la Etiqueta de la Cinta Internacional. Al día siguiente, el equipo, conocido colectivamente como Muscle Venus, hizo su debut para la promoción SMASH en Happening Eve, donde se unieron a Sayaka Obihiro en una lucha de seis mujeres, donde fueron derrotadas por Cherry, Tomoka Nakagawa y Toshie Uematsu. De vuelta en Ice Ribbon, Shida luchó el combate más importante de su carrera, hasta ese momento, cuando desafió a Yoshiko Tamura por el Campeonato NEO Single y NWA Women's Pacific el 26 de diciembre en Ribbon Mania 2010. Shida y Fujimoto luego defendieron con éxito el Campeonato Internacional en Parejas contra Hikari Minami y Riho el 4 de enero de 2011, y contra los equipos de Mochi Miyagi y Ryo Mizunami, y Makoto y Riho el 6 de febrero, ganando el "Ike! Ike! ! Ima, Ike! Ribbon Tag Tournament". Después de defender el Campeonato Internacional Tag Tag Team contra Bambi y Makoto en un evento de Kaientai Dojo el 20 de marzo, Shida y Fujimoto perdieron el título ante Emi Sakura y Ray seis días después.

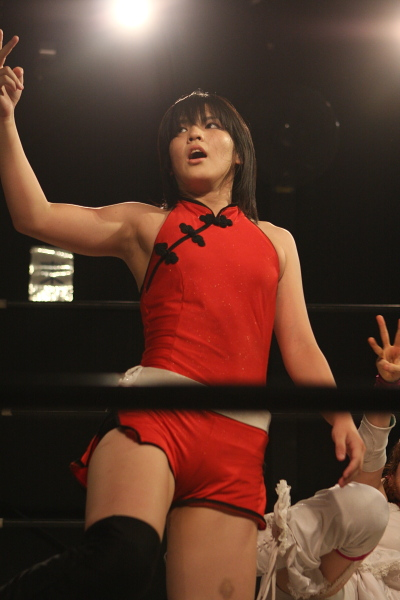
Shida en julio de 2010.

El 21 de marzo, Shida fue votada por los fanáticos de Ice Ribbon como el oponente por visitar a la luchadora Syuri. Shida ganaría la lucha con el Falcon Arrow. El combate finalmente llevó a una asociación entre los dos luchadores Kanagawa, y luego de derrotar a Chii Tomiya y Makoto el 16 de abril, Shida y Syuri desafiaron a Emi Sakura y Ray por el Campeonato Internacional en Parejas de Ribbon el 5 de mayo. La asociación también se trasladó a Smash, donde Shida y Syuri derrotaron a Io y Mio Shirai en un encuentro por equipos el 3 de mayo en Smash 17. El 9 de junio en Smash 18, Shida fue derrotada por Syuri en la primera ronda de un torneo para determinar a la inaugural Campeón de Divas de SMASH. El 24 de septiembre, Shida y Fujimoto intentaron recuperar el Campeonato Internacional en Parejas de Ribbon, pero fueron derrotados en las semifinales de un torneo por el título vacante de Manami Toyota y Tsukushi. El mes siguiente, Shida y Fujimoto, junto con Emi Sakura y Hikari Minami, viajaron a Nottingham, Inglaterra, para participar en los eventos promovidos por Pro Wrestling EVE y Southside Wrestling Entertainment (SWE). Durante en 2011, Shida también participó en la rivalidad interpromocional de Ice Ribbon con la empresa Sendai Girls' Pro Wrestling. El 27 de octubre, Shida, Emi Sakura, Hikari Minami, Tsukasa Fujimoto y Tsukushi representaron a Ice Ribbon en el torneo de destello de eliminación simple Joshi Puroresu Dantai Taikou de Sendai, un torneo de eliminación simple, en el que se enfrentaron diferentes promociones de joshi. El equipo fue eliminado del torneo en la primera ronda por el Equipo Sendai (Meiko Satomura, Dash Chisako, Kagetsu, Miyako Morino y Sendai Sachiko).

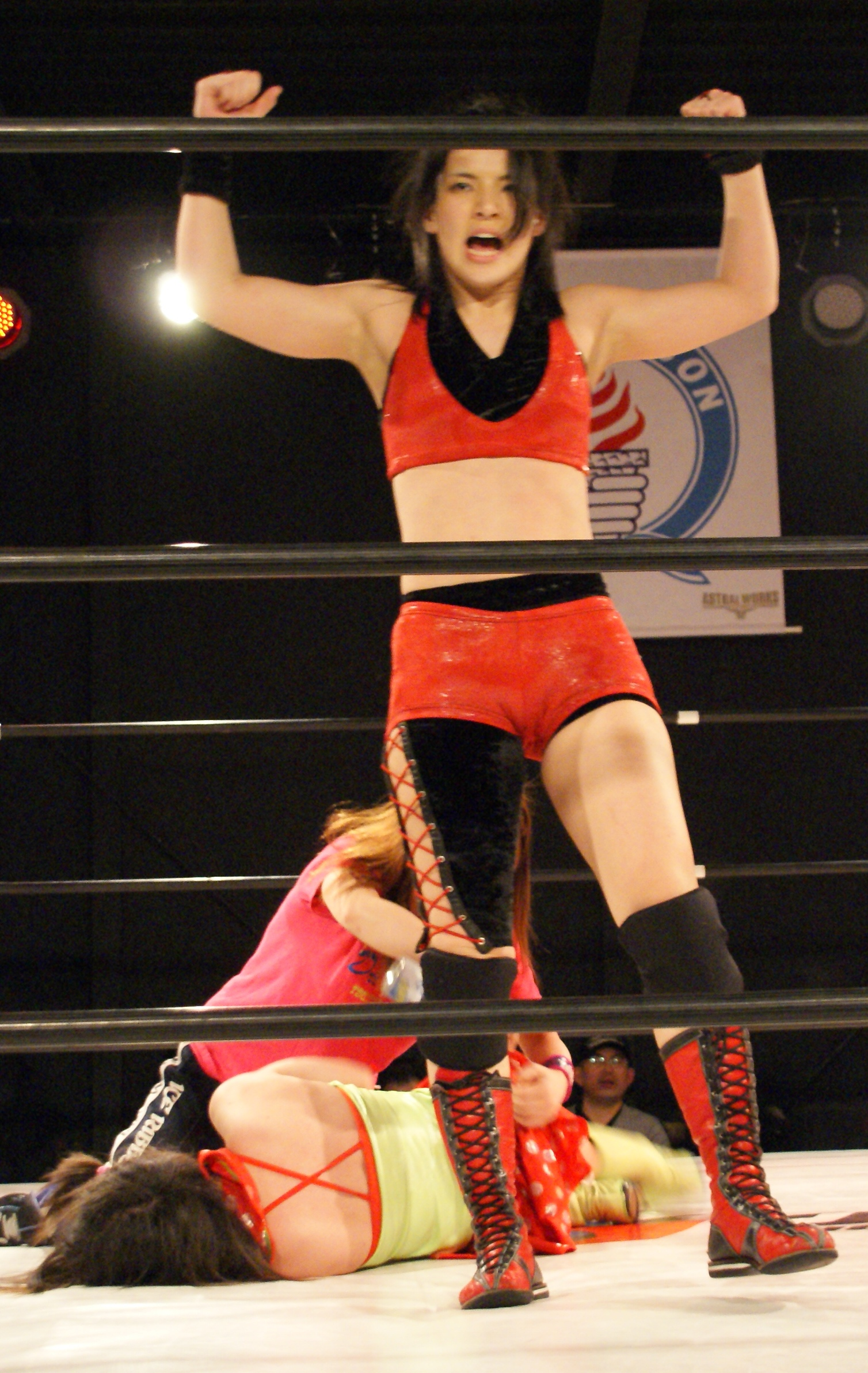
Shida posando después de derrotar a Tsukushi en enero de 2012.

Cuando Tsukasa Fujimoto recuperó el Campeonato ICE×60 el 19 de noviembre, se anunció que Shida sería su primer rival el 25 de diciembre en RibbonMania 2011. El 7 de diciembre, Shida cubrió a Fujimoto en un encuentro por equipos, donde se unió a Maki Narumiya y Fujimoto con Mochi Miyagi. En RibbonMania 2011, Shida derrotó a Fujimoto para ganar el Campeonato ICE×60 por primera vez. Tres días después, Shida y Maki Narumiya derrotaron a Emi Sakura y Tsukushi para ganar el Campeonato Internacional en Parejas de Ribbon, convirtiendo a Shida en una doble campeona. El 8 de enero de 2012, el evento principal de retiro de Bull Nakano, Shida perdió ante la luchadora de World Wonder Ring Stardom y la Campeona Maravillosa de Stardom Yuzuki Aikawa. Después de las exitosas defensas contra los Lovely Butchers (Hamuko Hoshi & Mochi Miyagi) y Dorami Nagano y Hailey Hatred, Shida y Narumiya perdieron el Campeonato Internacional en Parejas de Ribbon contra Tsukasa Fujimoto y Tsukushi el 5 de febrero. El 4 de marzo, Shida hizo su debut en la promoción Universal Woman's Pro Wrestling Reina, derrotando a su compañera de Ice Ribbon Neko Nitta en la lucha inaugural de Reina 28. El 20 de marzo, Shida hizo su primera defensa del Campeonato ICE×60, derrotando a Aoi Kizuki. Su segunda defensa exitosa tuvo lugar el 21 de abril, cuando derrotó a la Campeona IW19 Kurumi. Después de derrotar al representante de Otera Pro Aki Shizuku en un combate sin título, Shida envió un desafío a su amiga, Kana de Wrestling New Classic. La primera confrontación entre Shida y Kana tuvo lugar el 25 de abril, cuando Kana y Shizuku derrotaron a Shida y April Davids en un combate por equipos. El 5 de mayo en Golden Ribbon 2012, Shida fue derrotada por Kana en una lucha no titular. Después, Shida comenzó a pelearse con la excompañera del equipo Maki Narumiya. Después de que un combate sin título entre los dos el 26 de mayo terminara en un sorteo de diez minutos, Narumiya fue nombrada como la contendiente número uno del Campeonato ICE×60, siempre que pudiera establecer el límite de peso de 60 kg (130 lb). El 9 de junio, Shida participó en el primer evento de Reina X World, la promoción de seguimiento a Universal Woman's Pro Wrestling REINA, durante la cual ella y Tsukasa Fujimoto derrotaron a Aki Kanbayashi y Mia Yim en la final de un torneo de cuatro equipos para ganar el vacante Campeonato Mundial en Parejas de REINA. El 17 de junio, Shida derrotó a Maki Narumiya en el evento principal del sexto aniversario de Ice Ribbon para lograr su tercera defensa exitosa del Campeonato ICE×60. En julio, como Campeonas Mundiales en Parejas de REINA, Shida y Fujimoto viajaron a México para trabajar con el Consejo Mundial de Lucha Libre (CMLL). Trabajando justo bajo sus nombres, Hikaru y Tsukasa, hicieron su debut en CMLL el 3 de julio en Guadalajara, formando equipo con La Comandante en una lucha de seis mujeres, donde fueron derrotadas por Goya Kong, Luna Mágica y Silueta. Tres días después, Hikaru y Tsukasa se unieron a Lady Apache en la Ciudad de México en otra lucha de seis mujeres, donde fueron derrotadas por Dark Angel, Estrellita y Marcela. La gira de Hikaru y Tsukasa por CMLL concluyó el 8 de junio en la Ciudad de México, cuando se unieron a Princesa Sugehit para derrotar a Dalys la Caribeña, Lluvia y Luna Mágica en una lucha de seis mujeres. En su regreso a Japón, Shida hizo su cuarta defensa exitosa del Campeonato ICE× 60 al derrotar a Hamuko Hoshi el 15 de julio en Sapporo Ribbon 2012. El 5 de agosto, Shida hizo su debut para Oz Academy, perdiendo ante Aja Kong. El 19 de agosto, Ice Ribbon organizó un evento especial para celebrar el cuarto aniversario de Muscle Venus en la lucha profesional, en la que Shida y Fujimoto derrotaron a Maki Narumiya y Meari Naito en el evento principal por su primera defensa exitosa del Campeonato Mundial en Parejas de REINA. Al día siguiente, Shida se convirtió en la Campeona ICE×60 con el reinado más largo de la historia al superar el récord anterior de Fujimoto de 238 días. La segunda defensa exitosa de Shida y Fujimoto del Campeonato Internacional en Parejas de Ribbon tuvo lugar en el REINA X World el 26 de agosto, cuando derrotaron a Crazy Star y Silueta. Tres días después, Shida hizo su quinta defensa exitosa del Campeonato ICE×60 contra Neko Nitta. El 23 de septiembre en Ribbon no Kishitachi 2012, Shida perdió el Campeonato ICE×60 ante la freelancer Mio Shirai en su sexta defensa, finalizando su reinado de récord de 273 días.
El 25 de septiembre, Shida ingresó al torneo Dual Shock Wave de Pro Wrestling Wave en 2012 como su compañera de Yumi Ohka. Ohka había elegido a Shida como su pareja, después de que su rival, Misaki Ohata, hubiera elegido formar un equipo con Tsukasa Fujimoto. En su primer partido de round-robin del torneo, Shida y Ohka fueron derrotados por Shuu Shibutani y Syuri. Shida y Ohka terminaron perdiendo el partido por decisión y, como resultado, fueron eliminados del torneo. El 27 de octubre, Shida hizo su debut en World Wonder Ring Stardom, formando equipo con Act Yasukawa y Cherry en un encuentro de seis mujeres, donde fueron derrotadas por Kimura Monster-gun (Alpha Female, Hailey Hatred y Kyoko Kimura).

### Circuito independiente (2014-2017)
Shida trabajó su primer evento como freelance el 1 de abril de 2014 en Gake no Fuchi Puroresu de Miyako Matsumoto. Como parte del evento, Shida luchó dos veces; primero perdiendo contra Red Arremer y luego derrotando a Matsumoto en un combate Last Woman Standing. El 5 de abril, Shida regresó a los Estados Unidos para trabajar para Shimmer en su pay-per-view (iPPV) del Volume 62 en Nueva Orleans, Louisiana, donde derrotó a Evie. El 12 de abril, Shida participó en las grabaciones de DVD de Shimmer en Berwyn, perdiendo contra Mia Yim como parte del Volume 63 y derrotando a Kimber Lee como parte del Volume 64. Al día siguiente, Shida perdió ante Mercedes Martínez en el Volume 65, antes de finalizar su gira por Estados Unidos con una victoria sobre Athena en el Volume 66. 
A su regreso a Japón, a Shida se le concedió una oportunidad en el Campeonato Individual de Pro Wrestling Wave el 20 de abril, pero fue derrotada por la campeona defensora, Yumi Ohka. El 9 de mayo, Shida anunció que comenzaría a producir sus propios eventos independientes bajo el lema de "Oshiri Ressha de Go!" (¡"Go by Buttock Train!"), Comenzando el 28 de agosto en Shinjuku Face de Tokio. Del 5 de mayo al 22 de junio, Shida participó en la parte de round-robin del torneo Catch the Wave 2014, terminando con un récord de cuatro victorias y dos empates y ganó su bloque. El 24 de agosto, Shida derrotó a Yumi Ohka para convertirse en la nueva Campeona Single de Wave. El 28 de agosto, en el evento principal del primer Oshiri Ressha de Go! evento, Shida se unió a Masato Tanaka en un encuentro mixto, donde fueron derrotados por Kana y Kenny Omega. Tres días después, Shida hizo su primera defensa exitosa del Campeonato Single Waves contra Mika Iida. El 4 de octubre, Shida hizo su debut en Revolution Championship Wrestling (RCW) en Barcelona, España, derrotando a Leah Owens y Audrey Bride en un Triple Threat Match ganando el Campeonato Femenino de RCW. El 29 de octubre, Shida defendió con éxito tanto el Campeonato Single Waves como el Campeonato Femenino de RCW contra Mari Apache. Hizo otra defensa exitosa de ambos títulos el 21 de diciembre, cuando su lucha con Mio Shirai terminó sin resultado por límite de tiempo de treinta minutos. El 26 de diciembre, Shida regresó a la REINA Joshi Puroresu, acudió en ayuda de Syuri y atacó a Kana después de que la había derrotado para convertirse en la nueva Campeona Mundial Femenil de REINA. El 25 de enero, Shida hizo su cuarta defensa exitosa del Campeonato Wave Single contra Kyusei Sakura Hirota. El 7 de febrero, Shida regresó a RCW, perdiendo el Campeonato Femenino de RCW de regreso a Leah Owens en una pelea callejera. Cuatro días más tarde, Shida también perdió el Campeonato de Olas Únicas ante Ayako Hamada.
En julio, Shida participó en una tryout de la WWE llevada a cabo por William Regal, durante la visita de la empresa a Japón. También en julio, Shida llegó a las semifinales del torneo Catch the Wave 2015, pero fue derrotada allí por Mika Iida.

### Makai (2017-presente)
En febrero de 2017, Shida terminó sus días de trabajo independiente firmando con la compañía Makai, que presenta espectáculos que combinan música, teatro y lucha libre. Ella había trabajado para la compañía desde octubre de 2014, actuando bajo el nombre de Tsuruhime. Shida y Syuri perdieron el Campeonato en Parejas de Oz Academy contra Akino y Kaho Kobayashi en su cuarta defensa el 25 de junio de 2017.

### All Elite Wrestling (2019-presente)

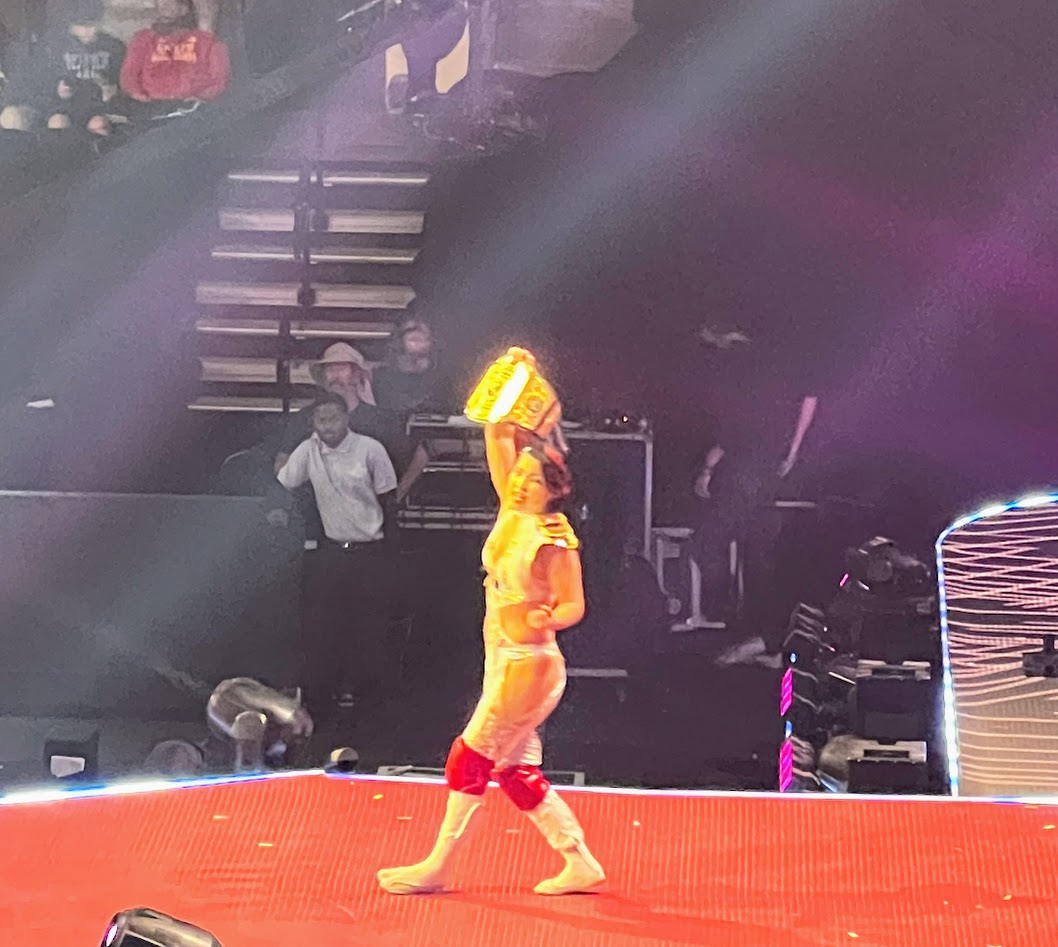
Shida como Campeona Mundial Femenina de AEW.

El 9 de abril de 2019, Shida anunció que se uniría a All Elite Wrestling (AEW). El 25 de mayo, Shida debutó en el inaugural evento de Double or Nothing haciendo equipo con Riho y Ryo Mizunami quienes derrotaron a Aja Kong, Emi Sakura y Yuka Sakazaki. El 31 de agosto en el evento de All Out, Shida cayó derrotada ante Riho por una oportunidad de luchar por el Campeonato Mundial Femenino de AEW en el primer capítulo de AEW Dynamite.  El 30 de octubre en Dynamite, Shida regreso al derrotar a Shanna. El 8 de noviembre en Dark, Shida logró derrotar a Big Swole. El 20 de noviembre en Dynamite, Shida logró derrotar a Dr. Britt Baker D.M.D. El 27 de noviembre, Shida apareció en el episodio de Dynamite haciendo equipo con Kris Statlander cayendo derrotadas ante Bea Priestley y Emi Sakura. En el AEW Dynamite emitido el 13 de mayo derrotó a Kris Statlander, Dr. Britt Baker D.M.D. y a Penelope Ford (con Kip Sabian) en una Fatal-4 Way Match por una oportunidad al Campeonato Mundial Femenino de AEW de Nyla Rose en AEW Double or Nothing, más tarde se anunciaría que se enfrentarían en un No Disqualification, No Count-Out Match. En AEW Double or Nothing, derrotó a Nyla Rose en un No Disqualification, No Count-Out Match y ganó el Campeonato Mundial Femenino de AEW por primera vez. En Fyter Fest, derrotó a Penelope Ford y retuvo el Campeonato Mundial Femenino de AEW. En All Out, derrotó a la Campeona Mundial Femenina de NWA Thunder Rosa reteniendo el Campeonato Mundial Femenino de AEW. En el Dynamite Anniversary, derrotó a Big Swole y retuvo Campeonato Mundial Femenino de AEW. En Full Gear, derrotó a Nyla Rose y retuvo el Campeonato Mundial Femenino de AEW. En el Dynamite del 25 de noviembre, derrotó a Anna Jay y retuvo el Campeonato Mundial Femenino de AEW. 
Comenzando el 2021, en New Year's Smash, derrotó a Abadon reteniendo el Campeonato Mundial Femenino de AEW. En Revolution, derrotó a Ryo Mizunami y retuvo el Campeonato Mundial Femenino de AEW. En el Dynamite del 21 de abril, derrotó a Tay Conti y retuvo el Campeonato Mundial Femenino de AEW. El 30 de mayo en Double or Nothing, Shida perdió su título ante Dr. Britt Baker D.M.D. manteniendo su título durante 372 días, convirtiéndola en la campeona general reinante más larga en la historia de AEW.

## Otros medios

### Filmografía
- 2008: Nekonade (ネコナデ?)[25]
- 2009: Three Count (スリーカウント Surī Kaunto?)[25]
- 2009: Robo Geisha (ロボゲイシャ?)[25]
- 2009: Heisei Tonpachi Yarō: Otoko wa Tsurada Yo (平成トンパチ野郎～男はツラだよ～?)[25]
- 2010: Mutant Girls Squad (戦闘少女 血の鉄仮面伝説 Sentō Shōjo Chi no Tetsu Kamen Densetsu?)[25]
- 2011: Crazy-Ism (クレイジズム Kureijizumu?)[25]
- 2014: Taiyo Kara Plancha (太陽からプランチャ Taiyo Kara Purancha?)[26][27]

### Televisión
- 2008–2009: Muscle Venus (マッスルビーナス Massuru Bīnasu?)[25]
- 2009: Wrestle Arena (レッスルアリーナ Ressuru Arīna?)[25]
- 2009: Gogo Tama (ごごたま?)[25]
- 2009: S-Arena[25]
- 2010: Maru Summers (マルさま～ず Maru Samaazu?)[25]
- 2011: Muscle Girl! (マッスルガール! Massuru Gāru!?)[25]
- 2011: Tensai TV-kun (天才てれびくん Tensai Terebikun?)[25]
- 2012: Time Scoop Hunter (タイムスクープハンター Taimu Sukūpu Hantā?)[25]

## En lucha
- Movimientos finales
  - Falcon Arrow (Sitout suplex slam)[28] sometimes from the top rope
  - Full Metal Muffler (Arm trap argentine leglock)[28][29][30] – 2013–present
  - Majo no Ichigeki (Second rope fireman's carry dropped back first onto the top turnbuckle)[31] – 2013
  - Shidax A (Ace) (Standing butterfly rolled backward into a kneeling position and then rolled forward into a jackknife hold)
  - Shidax Q (Queen) (Standing butterfly rolled forward twice into a jackknife hold)[28]
  - Tamashii no Three Count / Ōhōri no Tamashii[32] (Running high knee to the face of a kneeling or seated opponent) – 2012–presente
  - Three Count (Running knee strike to the face of a kneeling or seated opponent)
- Movimientos de firma
  - Arawashi Driver (Sitout overhead gutwrench backbreaker rack dropped into a facebuster)[33]
  - Coconut Flash (Side headlock facebreaker knee smash while using the opponent's knee for leverage)
  - Tai otoshi
  - Vertical suplex, sometimes from the top rope

- Apodos
  - "Comical Ace"[34]
  - "Shiri Shokunin"[35]

## Campeonatos y logros
- All Elite Wrestling
  - AEW Women's World Championship (3 veces)
  - Dynamite Award (1 vez)
    - Breakout del Año (mujeres) (2021)

- Ice Ribbon
  - ICE×60 Championship (1 vez)
  - International Ribbon Tag Team Championship (4 veces) – con Tsukasa Fujimoto (3) y Maki Narumiya (1)
  - Double Crown Tag Championship Tournament (2012) – con Tsukasa Fujimoto
  - Gyakkyou Nine! (2011)
  - Ike! Ike! Ima, Ike! Ribbon Tag Tournament (2011) – con Tsukasa Fujimoto

- Oz Academy
  - Oz Academy Openweight Championship (1 vez)
  - Oz Academy Tag Team Championship (2 veces) – con Aja Kong (1) y Syuri (1)

- Pro Wrestling Wave
  - Wave Single Championship (2 veces, actual)
  - Wave Tag Team Championship (1 vez) – con Yumi Ohka
  - Catch the Wave (2014)
  - Zan1 (2015)

- Reina X World / Reina Joshi Puroresu
  - REINA World Tag Team Championship (3 veces) – con Tsukasa Fujimoto (2) y Syuri (1)

- Revolution Championship Wrestling
  - RCW Women's Championship (1 vez)

- Sendai Girls' Pro Wrestling
  - Sendai Girls World Tag Team Championship (1 vez) – con Syuri

- Pro Wrestling Illustrated
  - Situada en el Nº62 en el PWI Female 100 en 2019.
  - Situada en el Nº6 en el PWI Female 100 en 2020.